# Philibertia
Philibertia es un género de fanerógamas de la familia Apocynaceae. Contiene más de 100 especies.

## Descripción
Son enredaderas sufrútices o hierbas postradas o erectas que alcanzan los 150-500 cm y 20-40 cm de alto, con látex de color blanco con  olor de ajo, o, raramente, incoloro. Los brotes glabros, glabrescentes o escasamente a densamente hirsutos, pubescentes o  tomentosos por toda la superficie; con tricomas incoloros o amarillos. Las hojas suelen ser largamente pecioladas, rara vez subsésiles; de 0.4-16 cm de largo y 0.3-7 cm de ancho, ovadas o triangular deltadas, basalmente cordadas a lobuladas, apicalmente aguda a acuminada, con tricomas incoloros o amarillos y 1-3 coléteres en la base de las hojas.
Las inflorescencias son extra-axilares, solitarias, más cortas o más largas que las hojas adyacentes, con 2-10 flores, abiertas a todos de forma simultánea, simples, a menudo largamente pedunculadas, los pedúnculos generalmente más largos que los pedicelos,  pubescentes o vellosos en toda la superficie ; tricomas incoloro o amarillo; las brácteas florales lineales. Su número de cromosomas es de: 2n= 22 (P. cionophora (Griseb.) Goyder),  2n= 20 (P. lysimachioides (Wedd.) T.Meyer), o 2n= 18 (P. gilliesii Hook. & Arn..

## Taxonomía
El género fue descrito por Carl Sigismund Kunth y publicado en Nova Genera et Species Plantarum (quarto ed.) 3: 195, pl. 230. 1819.

## Especies seleccionadas
- Philibertia affinis (Griseb.) Goyder

- Philibertia alba Goyder

- Philibertia albiflora Lillo

- Philibertia amblystigma Goyder

- Philibertia anomala Brandegee

- Philibertia barbata (Malme) Goyder